# Raychikhinsk
Huyện Raychikhinsk (tiếng Nga: Райчихинск райо́н) là một huyện hành chính tự quản (raion), của Tỉnh Amur, Nga. Huyện có diện tích 254 km², dân số thời điểm ngày 1 tháng 1 năm 2000 là 26500 người. Trung tâm của huyện đóng ở Raychikhinsk.